# Большой зелёный рогоклюв
Большой зелёный рогоклюв (лат. Calyptomena whiteheadi) — вид птиц из семейства рогоклювых отряда воробьинообразных. Видовое название дано в честь английского путешественника и натуралиста Джона Уайтхеда (1860—1899).

## Описание
Общая длина тела птицы вместе с хвостом 24—27 см, масса самцов 142—171 г, самок 150—163 г. Самый крупный из зелёных рогоклювов. Окраска оперения ярко-зелёная с радужным блеском, всё горло чёрное, за кроющими перьями уха небольшое чёрное пятно. Первостепенные маховые и хвостовые перья черные. Вершины верхних кроющих перьев крыльев ярко-зелёные, остальная часть опахала черноватая. Над маленьким светлым клювом небольшой закруглённый хохолок из жёстких торчащих вверх перьев. Радужина глаз тёмная, ноги сероватые. Хвост сравнительно короткий. Молодые птицы окрашены более тускло и бледно, без блеска.

## Ареал и места обитания
Большой зелёный рогоклюв является эндемиком острова Калимантан (Малайский архипелаг, Юго-Восточная Азия). Обитает в горных тропических лесах северной и центральной части острова на высоте от 600 до 1980 м, но обычно встречается на высотах от 900 до 1700 м. Встречается на высокоствольных участках леса. Ареал в значительной степени фрагментированный. Оседлый вид.

## Питание
Питается в основном мелкими фруктами и ягодами. Может заглатывать фрукты размером больше сливы. Иногда поедает также насекомых.

## Размножение
Малоизучено. Брачный сезон, вероятно, в марте — июне. Одно гнездо было найдено на относительно толстой ветке на высоте 15 м над землей.

## Фото

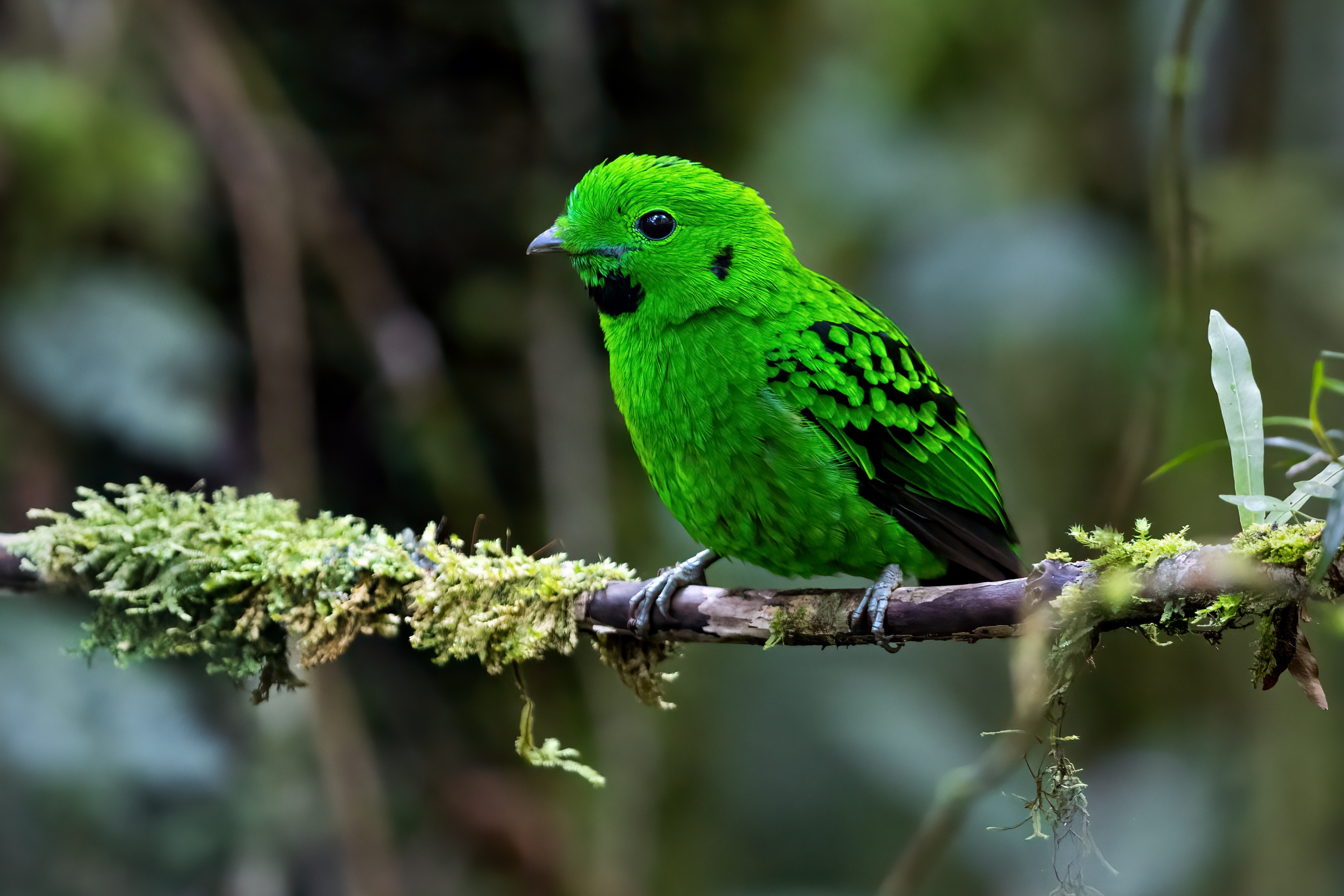
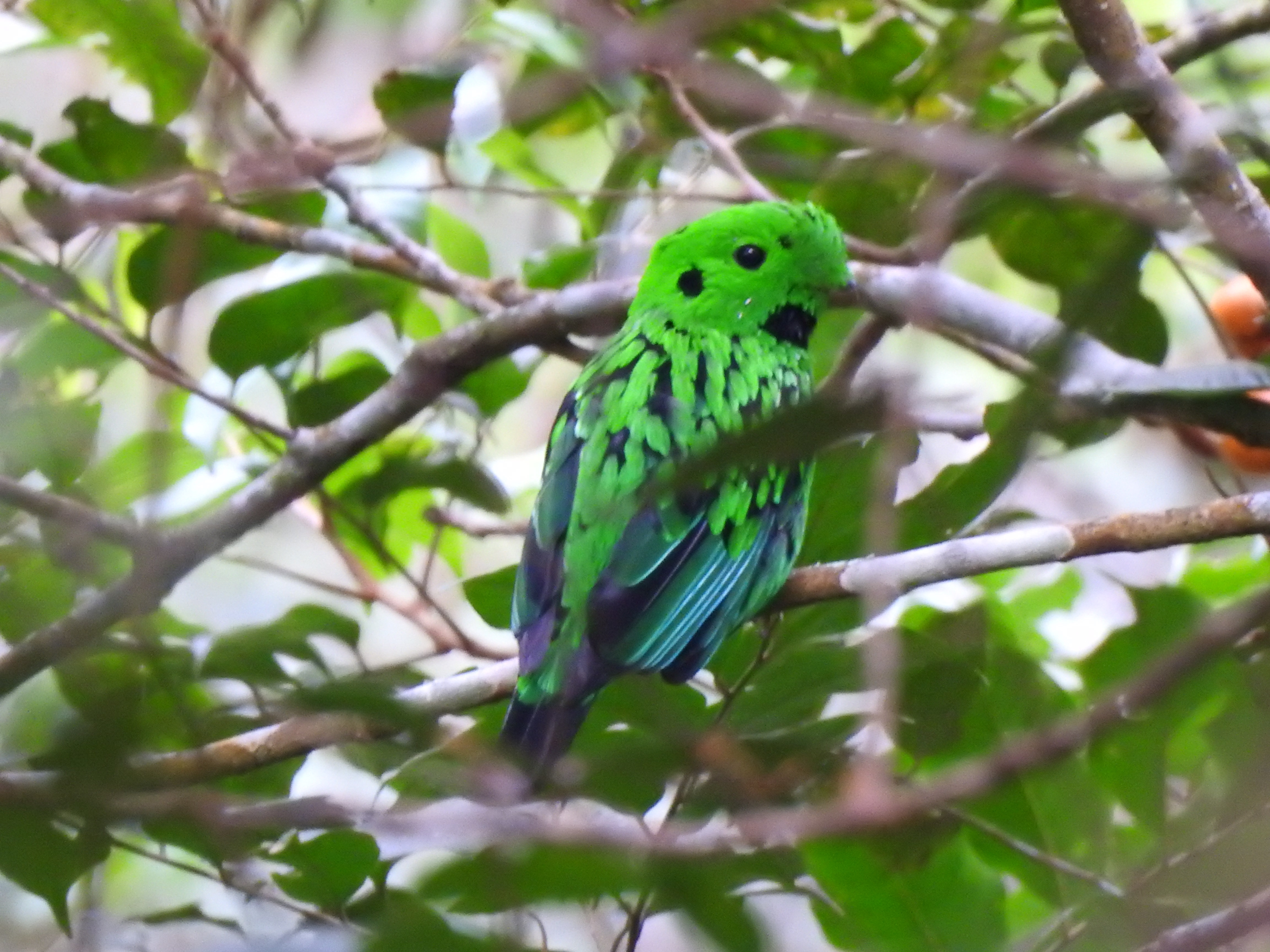
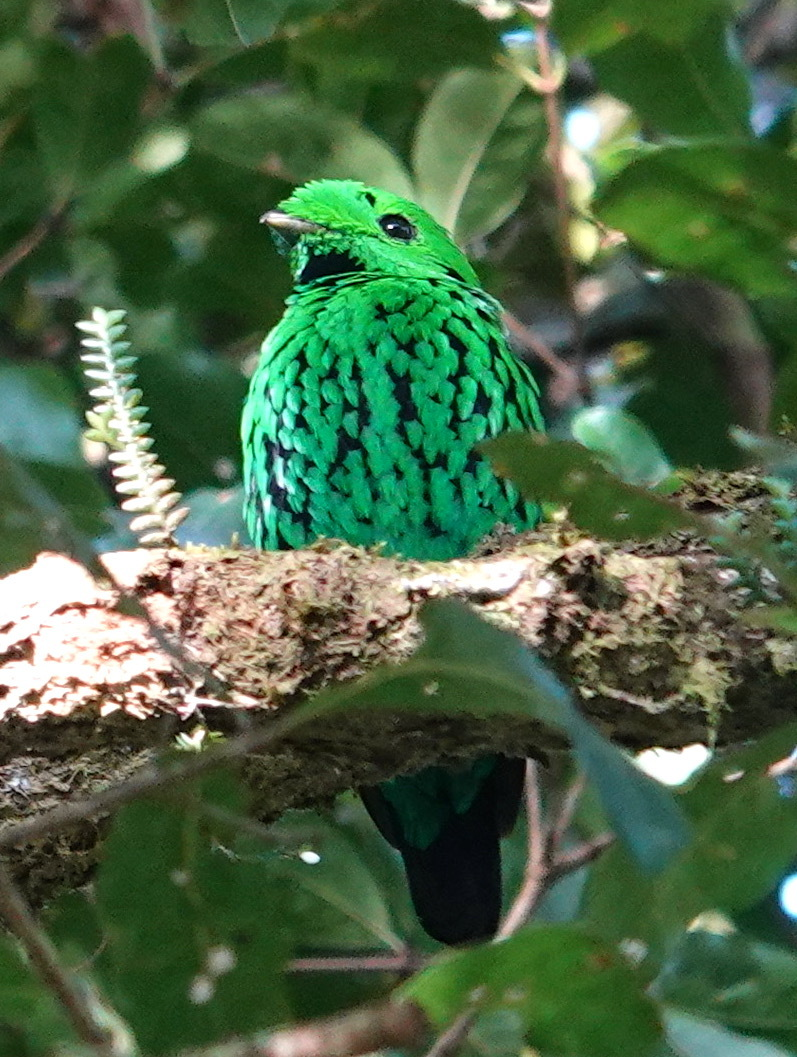